# Sternidius fascicularis
Sternidius fascicularis es una especie de escarabajo longicornio del género Sternidius, tribu Acanthocinini, subfamilia Lamiinae. Fue descrita científicamente por Harris en 1837.
La especie se mantiene activa durante los meses de junio, julio y agosto.

## Descripción
Mide 4,5-6,5 milímetros de longitud.

## Distribución
Se distribuye por Canadá y Estados Unidos.